# Sepedon ruhengeriensis
Sepedon ruhengeriensis är en tvåvingeart som beskrevs av Verbeke 1950. Sepedon ruhengeriensis ingår i släktet Sepedon och familjen kärrflugor. Inga underarter finns listade i Catalogue of Life.